# کاتاکورا کاگه‌تسونا

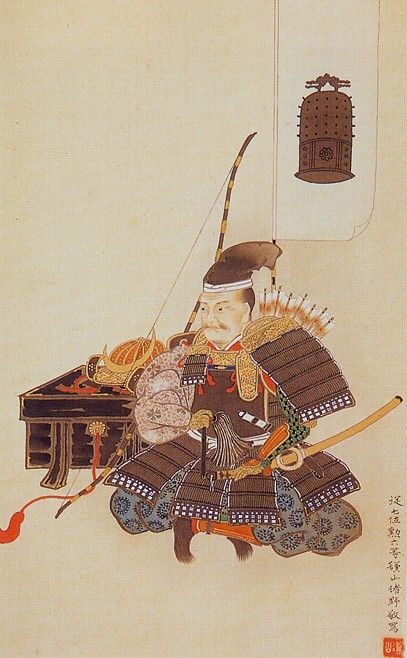

کاتاکورا کاگه‌تسونا (به ژاپنی: 片倉 景綱 Katakura Kagetsuna) (۱۶۱۵–۱۵۵۷ میلادی) یک سامورایی ژاپنی از خاندان کاتاکورا در اواخر دوره سنگوکو و اوایل دوره ادو بود.